# 1430

## Събития
- 10 януари – Основан е Орденът Златното руно
- 29 март – Завоюване на Солун от османския султан Мурад II
- Създаден е османски регистър – първият запазен документ, в който се споменават Полски Тръмбеш и други български селища
- 23 май – Пленяване на Жана д'Арк от бургундците при обсадата на Компиен

## Родени
- 16 октомври – кралят на Шотландия Джеймс II Стюарт (поч. 1460)

## Починали
- 29 януари – Филипа Английска – кралица на Дания, Швеция и Норвегия (род. 5 юни 1394)
- 29 януари (или 27 януари 1427 или 17 октомври 1428) – Андрей Рубльов, руски канонизиран монах и иконописец (род. около 1360-1370)
- ~ 20 март – Ален Шартие – фрeнски поет и писател (род. около 1392)
- 27 октомври – Витовт (Витаутас Велики), велик литовски княз (род. 1350)
- Джоржо Адорно – италиански политик и държавен деятел, дож на Генуа от 1413 г. (род. 1350)
- Кристина Пизанска – фрeнска професионална писателка (род. 1364/1365)